# نادي ألاخولينسي
رابطة ألاخولينسي الرياضية (بالإسبانية: Liga Deportiva Alajuelense)‏ هو نادي كرة قدم كوستاريكي من مدينة ألاخويلا تأسس عام 1919. ويلعب في دوري كوستاريكا لكرة القدم وحصل على لقب الدوري 30 مرة.